# Německá hudební akademie v Praze
Německá akademie múzických umění v Praze (německy Deutsche Akademie für Musik und darstellende Kunst in Prag) často zkráceně také Německá hudební akademie v Praze, byla v letech 1920–1945 umělecká vysoká škola v Praze.

## Historie
V roce 1808 byla založena Pražská konzervatoř, tehdy jako česko-německá vzdělávací instituce pro výkonné umělce. Tato konzervatoř, která byla dlouhou dobu vedena dvojjazyčně v češtině a němčině, byla znárodněna a po první světové válce pokračovala v roce 1919 jako Česká státní konzervatoř.
Německá menšina v Praze kolem skladatele Rudolfa von Procházky a dalších se v roce 1919 rozhodla založit Německou akademii múzických umění.  K založení nakonec došlo v roce 1920 a prvním rektorem školy se stal rakouský dirigent a skladatel Alexander von Zemlinsky, který zde zároveň vyučoval skladbu a dirigování.
Do podzimu 1938 školu provozoval a financoval spolek Verein Deutsche Akademie für Musik und darstellende Kunst in Prag (Svaz Německé hudební a divadelní akademie v Praze) a získal také dotaci od československého státu. V roce 1940 byla akademie přeměněna na Hochschulinstitut für Musik und darstellende Kunst bei der Deutschen Karls-Universität (Univerzitní institut hudby a múzických umění při německé Karlově univerzitě) a po vyhoštění německého obyvatelstva z Československa byla v roce 1945 zrušena.

## Významné osobnosti školy

### Učitelé
- Konrad Rheinhold Ansorge
- Fidelio F. Finke
- Herbert Hiebsch
- Ewald Thomas Schindler
- Kurt Utz
- Alexander von Zemlinsky

### Studenti
- Hans Krása
- Alice Herzová-Sommerová